# Henryk Sławik
Pour les articles homonymes, voir Sławik.
Henryk Sławik, né le 16 juillet 1894 à Jastrzębie Zdrój et mort le 23 aout 1944 au camp de concentration de Gusen, est un homme politique, diplomate et assistant de service social polonais qui aida environ 5 000 Juifs hongrois et polonais en leur donnant de faux passeport polonais pendant la Seconde Guerre mondiale. Il est parfois vu comme un « Raoul Wallenberg polonais ».

## Biographie
Très lié avec la Haute Silésie et militant du rattachement de la Silésie à la Pologne. Il a pris part aux trois soulèvements et milité activement lors du Plébiscite de Haute-Silésie en 1921. À partir de 1928 il est rédacteur en chef de la Gazette des Ouvriers (pl), 1929-1930 conseiller à la mairie de Katowice, depuis 1934, membre du Comité Central du Parti socialiste polonais (PPS). Il a aussi était le délégué polonais à la Ligue des Nations et syndicaliste.
Après la défaite de 1939, sachant que les Allemands vont chercher à le punir pour ses activités pro-polonaises, il fuit en Hongrie où il prend la responsabilité du Comité citoyen de l'aide aux réfugiés polonais. Il organisa l'aide aux militaires internés et aux réfugiés civils en leur facilitant l'émigration vers l’Europe de l'Ouest. En collaborant avec József Antall, un fonctionnaire du gouvernement hongrois, il fournissait aux réfugiés des faux documents. Pour beaucoup, en particulier les juifs polonais, ces documents leur ont sauvé la vie. Il a également participé au sauvetage des enfants juifs en organisant, avec entre autres le cardinal Jusztinián Serédi, un orphelinat à Vác près de Budapest.
Arrêté en 1944 après l’occupation allemande de la Hongrie et jugé pour son aide illégale aux réfugiés, il a couvert son ami Antall pendant les interrogatoires de la Gestapo en prenant toute la responsabilité sur lui. Il a été exécuté avec ses camarades dans le camp de concentration de Gusen le 23 août 1944.
En 1990, il a été reconnu Justes parmi les nations par l’institut Yad Vashem. Selon les estimations il a sauvé la vie à environ 30 000 personnes, dont 5 000 Juifs.